# Nyceryx boisduvali
Nyceryx boisduvali är en fjärilsart som beskrevs av Butler 1877. Nyceryx boisduvali ingår i släktet Nyceryx och familjen svärmare. Inga underarter finns listade i Catalogue of Life.